# Essex County (bande dessinée)

Essex County est une série de bande dessinée du Canadien Jeff Lemire publiée entre 2006 et 2008. D'abord auto-éditée, elle été reprise en 2007 par Top Shelf, où elle a été remarquée par la critique, ce qui a lancé la carrière de Lemire. Elle se déroule dans le comté d'Essex, en Ontario, où l'auteur a passé son enfance.
Essex County raconte l'histoire  de Lester Papineau et de son ami Jimmy Lebeuf, deux pré-adolescents qui grandissent dans l'ennui de l'Ontario rural avant de se brouiller pour une histoire de cœur. Des années plus tard, devenus vieillards, ils sont toujours brouillés. Leur infirmière Ann Byrne cherche alors à comprendre ce qui s'est passé dans le village. 

## Récompenses
- 2008 :  Prix Joe Shuster du meilleur auteur pour les tomes 1 et 2
- 2008 :  Prix Alex pour Tales from the Farm
- 2008 :  Prix Doug Wright du meilleur talent émergent pour les tomes 1 et 2
- 2014 :  Prix Micheluzzi de la meilleure bande dessinée étrangère

## Publications
Épisodes
- Essex County :

1. Tales from the Farm, Ashtray Press, 2006. Republiée l'année suivante chez Top Shelf.
2. Ghost Stories, Top Shelf, 2007.
3. The Country Nurse, Top Shelf, 2008.

- The Essex County Boxing Club, auto-édition, 2008. Minicomic de 16 pages.
- The Sad and Lonely Life of Eddie Elephant Ears: A Tale From Essex County, auto-édition, 2008. Minicomic de 12 pages.

Recueils
- Essex County, Top Shelf, 2009.
  - (fr) Essex County, Futuropolis, 2010.